# Velekrilci
Velekrilci (znanstveno ime Megaloptera, grško  - mega - veliko + pteron - krilo) so majhen red žuželk z okoli 300 opisanimi vrstami, ki so jih po klasični taksonomiji obravnavali kot podred mrežekrilcev, danes pa imajo status samostojnega reda. So med najprimitivnejšimi žuželkami s popolno preobrazbo. Pravim mrežekrilcem so sicer podobni, vendar se od njih razlikujejo po nekaj ključnih značilnostih. Skupino velekrilcev, pravih mrežekrilcev in kamelovratnic danes obravnavamo na nivoju nadreda Neuropteroidea, saj je med njimi kljub podobnosti dovolj razlik, da podpirajo ločevanje v redove.

## Telesne značilnosti
Na zunaj so velekrilci zelo podobni pravim mrežekrilcem, imajo le nekoliko bolj čokato telo in drugačen vzorec žil v krilih. Imajo prognatno glavo s čeljustmi, izoblikovanimi v grizalo, opaznimi sestavljenimi očmi in dolgimi, nitastimi tipalnicami. Predprsje (protoraks) je kvadrataste oblike, tudi ostala dva člena oprsja sta dobro razvita in nosita dva para med seboj podobnih velikih kril. Od kril pravih mrežekrilcev se ločijo po žilah, ki se na robu ne razvejijo, po povečanem analnem delu drugega para, ki se pahljačasto zlaga ob telo, in po temni obarvanosti. Osebki nekaterih vrst so lahko zelo veliki, včasih imajo samci tudi zelo povečane čeljusti (mandibule), ki imajo vlogo pri dvorjenju in borbah za samico.
Razvijajo se z nepopolno preobrazbo - ličinke so podolgovate oblike, s čeljustmi, izoblikovanimi v grizalo. Imajo sedem ali osem parov trahealnih škrg peresaste oblike in podoben terminalni filum, s katerimi dihajo.

## Življenje
Samica odloži maso okrog 200 jajčec blizu počasi tekočega ali stoječega vodnega telesa. Vse ličinke so plenilske, po izleganju se splazijo v vodo, kjer se prehranjujejo z drugimi manjšimi členonožci. Ličinke velekrilcev so našli tudi na »nenavadnih« mestih, kot so luknje v lubju ali med rastlinjem. To nakazuje da so sposobne preživeti tudi izven vode. Levijo se tudi do dvanajstkrat, larvalni razvoj lahko pri isti vrsti traja v severnejših habitatiih do pet let, južneje pa samo eno leto. Trajanje razvoja je v veliki meri odvisno od temperature vode in dostopnosti plena. Pred preobrazbo zlezejo nazaj na kopno, kjer se zabubijo v zemlji. Tako stadij predbube kot bube trajata po nekaj dni, žuželka se je v tem času sposobna nekoliko premikati. Za razliko od pravih mrežekrilcev se bube ne zavijajo v svilene kokone.
Odrasli stadiji so kratkoživeči. Kljub dobro razvitim čeljustim se odrasli osebki nekaterih vrst zelo malo ali sploh ne prehranjujejo. Dvorjenje je raznoliko, vključuje lahko kemično signaliziranje, samčevo razkazovanje čeljusti pred samico ali tekmeci, sporazumevanje z vibracijami podlage, ki jih proizvajajo z zadkom, in aktivno lovljenje samice. Samec oplodi samico tako, da ji prenese želatinast spermatofor, ki poleg spermijev vsebuje še hranilne snovi za razvoj ličink.

## Sistematika in ekologija
Monofiletski status velekrilcev je splošno sprejet, manj raziskana so taksonomska razmerja med rodovi. Predstavniki družine Corydalidae imajo velika, rjavkasta ali črnopikasta krila, očesca so prisotna, ličinke imajo 8 parov škrg. Predstavniki družine Sialidae pa imajo manjša, temnorjava, temnosiva ali črna krila, so brez očesc, njihove ličinke pa imajo 7 parov škrg.
Velekrilce najdemo po vsem svetu, razen tropskega dela Afrike. Tudi v ostalih tropskih predelih sveta jih je malo. Vezani so na vodna telesa, zato se po navadi zadržujejo v vlažnejših predelih. Ličinke so pogost plen rib, zato jih ribiči večkrat uporabljajo za vabe.

### Velekrilci v Sloveniji
V Evropi živijo le vrste iz družine Sialidae, ki jih v Sloveniji zastopajo 3 vrste, vse iz rodu Sialis: rečna blatnica (Sialis fuliginosa) živi ob tekočih vodah, počasneje tekoče pa preferirata jezerska blatnica (Sialis lutaria) in črnonoga blatnica (Sialis nigripes). Za razliko od vrbnic in enodnevnic so ličinke dokaj neobčutljive na onesnaženje.